# Pávlovski (Krasnodar)
Pávlovski (del ruso: Павловский) es un jútor del raión de Krymsk del krai de Krasnodar, en Rusia. Está situado en la orilla derecha del río Nepil, tributario por la izquierda del río Adagum, afluente por la izquierda del río Kubán, en las inmediaciones de su delta, 25 km al noroeste de Krymsk y 99 km al oeste de Krasnodar. Tenía 1 091 habitantes en 2010
Es cabeza del municipio Keslerovskoye, al que pertenecen asimismo Sadovi, Keslerovo, Krásnaya Batareya, Krasni Oktiabr, Anapski, Gladkovskaya, Vesioli, Neftepromysel y Novokalínovka.

## Economía
Cabe destacar las bodegas de vino OLIMP.